# Tibnor
Tibnor AB er en international svensk metalgrossist med hovedkvarter i Solna, Stockholm. Tibnor leverer løsninger i stål, rustfrit stål, kobber, bronze, messing og aluminium. De har datterselskaber i Sverige, Finland, Norge, Danmark og i de baltiske lande. Tibnor er ejet af den svenske stålkoncern SSAB.

## Danmark
Tibnor A/S er virksomhedens danske datterselskab, der er lokaliseret i Odense og har 116 ansatte.